# جورج أرميستيد
جورج أرميستيد (بالإنجليزية: George Armistead)‏ هو جندي أمريكي، ولد في 10 أبريل 1780 في فرجينيا في الولايات المتحدة، وتوفي في 25 أبريل 1818 في بالتيمور في الولايات المتحدة.